# Tọa đoạn
Toạ đoạn (zh. 坐斷, ja. zadan), cũng được gọi là Toạ diệt (zh. 坐滅, ja. zasetsu), nghĩa "Ngồi thiền để đoạn diệt" và cái được đoạn diệt ở đây chính là những vọng tưởng, ý nghĩ si mê, vô minh.
Khi các vọng tưởng trong tâm thức của một kẻ phàm đã được cắt đứt thì người ấy sẽ trực ngộ được Phật tính, ngộ được tính không (sa. śūnyatā, ja. kū) của hiện hữu. Nếu người ta còn vướng mắc, bám vào khía cạnh sắc tướng của sự vật và cho nó là sự thật tuyệt đối thì không bao giờ trực chứng được cái chân tính nằm sau mọi hiện tượng. Trong lúc toạ thiền thì tất cả những vọng tưởng che đậy chân như dần dần được đoạn diệt một cách có hệ thống—đến khi cách nhìn theo lối nhị nguyên "Ta đây vật đó" bất thình lình bị phá vỡ và hành giả chết một cái chết lớn (đại tử 大死) trên Toạ bồ đoàn. Cái chết lớn này chính là điều kiện căn bản của sự sống mới hoàn toàn tự do tự tại, không còn bị ảnh hưởng của sinh tử luân hồi.